# CHIP
CHIP (Чип) — цветной ежемесячный глянцевый журнал о компьютерной технике, коммуникациях и связи, ориентированный на рядовых пользователей и IT-профессионалов. Слоган — «Go Digital». Русскоязычный вариант слогана, используемый в рекламе издания: «Твой гид в цифровом мире». Журнал выпускается в Германии с сентября 1978 года, в России с 25 апреля 2001 года, а также ещё в 14 странах мира суммарным ежемесячным тиражом более миллиона экземпляров.
Содержащиеся в издании на русском языке CHIP российские и зарубежные материалы (статьи, обзоры прессы, тесты, руководства и т. д.) охватывают широкий спектр актуальных компьютерных тем — в каждом номере представлены результаты независимого тестирования от ста до нескольких сотен аппаратных средств и программных продуктов для различных операционных систем; обзор событий и анализ тенденций российского и мирового компьютерных рынков; информация о компьютерах и комплектующих; обзоры видеоигр и игровых систем; тесты и обзоры современных аудио-, видео-, фото- и интернет-технологий, а также телефонов и мобильных устройств.
Представители редакции CHIP являются частыми гостями на тематических передачах на видеопорталах и телеканалах. Примеры: «Вечернее шоу в прямом эфире» на «Первом игровом», «Икона видеоигр» на MTV, «Star’цы» на Games-TV, «Попутчик» на Авто+ ТВ и т. д. CHIP является партнёром «Первой премии в сфере ИТ-журналистики».

## История
Первый выпуск журнала вышел в Германии в сентябре 1978 года с заголовком «Компьютер как неопознанная сущность» (нем. Der Computer, das unbekannte Wesen), а уже через 2 года аудитория читателей достигает 50 000 человек. В 1981 году происходит первый ребрендинг, журнал начинает выходить с уменьшенным логотипом и новым подзаголовком «Специальное издание по микрокомпьютерам». В 1990 году была основана тестовая лаборатория с группой инженеров, до этого времени, редакторы сами тестировали новые устройства. В 1996 году, на сайте chip.de, заработала онлайн-версия журнала, где также начинают публиковаться первые рейтинги лучших устройств. В этом же году читательских охват журнала достигает миллиона человек. К 2000 году компания «Hubert Burda Media» приобретает 50 % акций журнала, скупив все остальные в 2007 году. В 2001 году, журнал начинает выходить в России и еще в 14 странах мира. Начиная с 2002 года, выходят регулярные спецвыпуски журнала, посвященные софту и отдельным категориям устройств. В 2003 году появляется официальный русскоязычный сайт — ichip.ru. В 2013 году вышла первая планшетная версия журнала.

## Географический охват издания
CHIP издается в следующих странах: Россия, Германия, Украина, Польша, Китай, Чехия, Венгрия, Индия, Индонезия, Италия, Малайзия, Сингапур, Нидерланды, Румыния, Таиланд и Турция. В качестве языков используются национальные языки этих стран (за редким исключением), в том числе русский, английский, немецкий, итальянский, чешский и др. Тираж изданий варьируется от 27 тыс. (CHIP-Украина) до 420 тыс. экз. (CHIP-Германия).

### CHIP (Украина)
В 1995 году лицензию на издание в Украине получило издательство СофтПресс и первый номер CHIP (Украина) увидел свет в феврале 1996 года. Тираж первого номера — 12 000 экземпляров.  Главный редактор Алексей Ефетов. Журнал выходил на русском языке. В 2007 году Софтпресс в связи с реорганизацией правообладателей CHIP теряет лицензию.  
На Украине издательством CHIP c 2007 занимается ИД Бурда Украина. Главный редактор — Сергей Антончук. Язык издания CHIP Украина — русский. Содержимое журналов CHIP Россия и CHIP Украина представлено на русском языке, а цены пишутся параллельно в рублях и в гривнах. Основные отличия двух изданий — обложка и рекламные материалы. Тема номера и публикуемые материалы практически полностью идентичны. В качестве диска-приложения к CHIP Украина используется диск-приложение, идентичный DVD CHIP Россия. CHIP Россия и CHIP Украина также можно встретить в продаже в странах СНГ (Белоруссии, Казахстане, Узбекистане, Киргизии и.т.д.), Израиле и Германии. Сравнивались издания CHIP Россия и CHIP Украина с июля 2009 г. по август 2010 г. Поддержка украинской версии CHIP активно проводится в социальный сетях:
Twitter, Facebook, Google+.

### CHIP (Германия)
Немецкая версия журнала была запущена в сентябре 1978 года. Согласно информации с обложки, цена выпуска составляла 4,5 немецкой марки. На обложке данного выпуска был представлен коллаж, изображающий вылупившийся из яйца компьютер, на мониторе которого высвечивался терминал с надписью на немецком языке «Wer bist du?» («Кто ты?»).
Представленные в первом выпуске заголовки: «Der Computer, das unbekannte Wesen» («Компьютер, Незнакомец»), «выбор победителей в тесте микрокомпьютеров», «KIM 1 Selbdiagnose, Stunde der Wahrheit» («Самостоятельная диагностика KIM 1, Момент истины») и «Computer-Sicherheit beim Haushaltsbudget» («Компьютерная безопасность в рамках семейного бюджета»). Над логотипом CHIP, не претерпевших значительных изменений с первого выпуска, имелась фраза «Electronic in Hobby und Beruf» («Электроника для работы и развлечений»), под логотипом издания имелась надпись «Zeitschrift fur Microcomputer-Technic» («Журнал о компьютерной технике»).
Достаточно быстро CHIP приобрел огромную популярность как среди жителей Германии, владеющих компьютерами, так и просто людей, интересующихся компьютерной техникой. Журнал становится ежемесячным и, по мере популяризации компьютера, гаджетов и интернета, продолжает привлекать новую аудиторию. На сегодняшний момент CHIP является самым старым и крупнейшим (его ежемесячный тираж в конце 2008 года составлял 418 019 копий) компьютерным журналом в Германии. Занимается его выпуском издательство CHIP Holding (ранее известное как Vogel Burda Holding GmbH).
Помимо публикации самого журнала CHIP в Германии, холдинг CHIP Holding также занимается публикацией изданий CHIP: Test & Kauf (специализируется на тестах и советах при совершении покупок), CHIP Foto Video (специализируется на фотографии, съёмке и обработке мультимедиа) и CHIP Poker (журнал о покере). В дополнение к этому время от времени печатается издание CHIP Special, полностью посвященное охвату той или иной темы. Например, работе с мультимедиа в Linux. Порталом CHIP.de и загрузочным порталом CHIP.eu также занимается CHIP Holding, точнее его дочерняя CHIP Xonio Online GmbH.

### CHIP (Индия)
В Индии журнал издается с марта 1998 года. Первоначально издавался компанией Exicom India Ltd, являющейся дочерней компанией Jasubhai Digital Media, по лицензии немецкой Vogel-Veriag. Тираж достигал 120 тыс. копий. Однако финансовые проблемы привели к прекращению контракта между Jasubhai и Vogel, после чего индийцы начали выпуск собственного журнала Digit.
Затем лицензию на выпуск журнала приобрела в 2003 году компания Infomedia 18. Журнал начал комплектоваться бесплатным двухслойным DVD-диском, а также специальным буклетом CHIP Plus. Прилагающийся DVD-диск содержит ПО, демо-версии игр, дистрибутивы Linux, различные прикладные программы и архивы журнала CHIP. Также на нём как правило присутствуют несколько видеозаписей наподобие Tech Toyz, а также трейлеры игр. CHIP Plus предназначен главным образом для новичков и содержит руководства и обучающие материалы по различным технологиям. Стиль изложения строится в виде подробного пояснения принципа работы какой-либо технологии. Издается журнал на английском языке. Техническим редактором является Джамшед Авари (Jamshed Avari).

### CHIP (Индонезия)
В Индонезии CHIP был впервые опубликован в июле 1997 издательством PT Elex Media Komputindo, входящим в состав группы Kompas Gramedia и в основном специализирующимся на комиксах и манге. Права на издание CHIP в Индонезии были получены от холдинга Vogel Burda Media Communications. Главный редактор — Андрэ М. Мантири (Andre M. Mantiri). Тираж издания составляет порядка 65 000 экземпляров. Часть тиража публикуется CD, часть DVD-приложением. Число страниц — 192.

### CHIP (Нидерланды)
В Голландии CHIP издается с 2003 года издательством F & L Publishing Group по лицензии, выданной CHIP Holding. Главный редактор — Питер ван Меген (Pieter van Megen). На данный момент существует только издание с DVD диском. Уникальная черта CHIP Голландия — наличие полных версий фильмов на DVD-приложении. Один-два раза в год в Голландии также выходит издание CHIP Special, полностью освещающее выбранную редакцией тему. Например, фотографию и видео.

### CHIP (Польша)
В Польше изданием CHIP занимается холдинг Burda Communications. Главным редактором является Михал Адамчик (Michal Adamczyk). В 2006 году издание было перенесено из Вроцлава в Варшаву. По общедоступным данным, тираж CHIP Польша в 2007 году достигал 60 356 экземпляров, что эквивалентно охвату примерно 2,56 % населения страны.

### CHIP (Румыния)
В Румынии CHIP впервые начал издаваться в 1991 году только что появившимся издательским домом Бадеску (Badescu), в том же году получившим права от Vogel Media International. В дальнейшем при участии немецкого издателя создается компания Badescu Vogel Publishing Romania SRL.
На тот момент журнал являлся фактически первым журналом в Румынии, в котором начали печататься обзоры и тесты компьютерного оборудования. В 1996 году журнал из черно-белого становится цветным, печатаемым на хорошей бумаге и с крупными иллюстрациями. При этом происходит переход к ежемесячному изданию. В мае 1997 года CHIP первым среди всех румынских журналов начал выходить с CD-приложением.
В сентябре 1997 года Vogel Publishing Romania начала заниматься изданием и других журналов, затрагивающих тему ПК (в частности, игровой журнал). В 1998 году в CHIP появляются рубрики Best Performer (Лучший выбор) и Best Buy (Лучшая покупка). В мае 2001 года начинается выходить дочерний проект — CHIP Computer & Communications, посвященный в первую очередь мобильным коммуникациям.
Начиная с октября 2004 года журнал начал комплектоваться DVD-диском (часть тиража продолжала комплектоваться CD-диском). В 2005 году начали выходить как отдельные журналы CHIP Special, CHIP Foto Video Digital, 6 номеров которых успели увидеть свет.

## CHIP-Online
CHIP Online является независимым веб-порталом бренда CHIP. Это один из самых посещаемых медиапорталов на немецком языке, предоставляющий аппаратные и программные тесты, сравнение цен, файловый хостинг и форум сообщества. По состоянию на март 2019 года, сайт входит в топ-30 Германии по данным Alexa traffic rankings. CHIP-Online управляется CHIP Digital GmbH.

## Портал download.CHIP.eu
Помимо официальных сайтов журнала для того или иного региона, существовал международный интернет-портал CHIP.eu, посвященный доступному для свободной загрузки программному обеспечению. Данный портал предлагал доступ к большому количеству установочных файлов программ, снабженных краткими описаниями на многих языках и существовал, в том числе, на русском языке, но на данный момент портал сменил владельца и адрес.